# Lista de municípios portugueses territorialmente descontínuos
Esta é uma lista de municípios portugueses que, ao contrário da regra geral, não têm continuidade territorial.
A descontinuidade territorial pode dever-se à existência de exclaves ou enclaves. Excluem-se desta lista os municípios cuja descontinuidade territorial se deve a integrarem ilhas no seu território. De igual modo, não se listam os municípios em que partes do seu território estão separadas do resto do concelho devido à existência de albufeiras, rios, lagoas ou rias (por exemplo, parte da freguesia de Tourém, no concelho de Montalegre).

## Distrito de Coimbra
- Soure: a freguesia de Figueiró do Campo tem um exclave (Entre-Valas) no interior do concelho de Montemor-o-Velho. A freguesia de Degracias e Pombalinho tem um exclave (Casas Novas) encaixado entre os municípios de Penela e Ansião.Mapa do município de Soure

Mapa do município de Soure

- Montemor-o-Velho: o município tem no seu interior o enclave de Entre-Valas, pertencente à freguesia de Figueiró do Campo, do município de Soure.

Mapa do município de Montemor-o-Velho

## Distrito de Faro
- Vila Real de Santo António: a freguesia de Vila Nova de Cacela está territorialmente separada do restante concelho pelo município de Castro Marim.Mapa do município de Vila Real de Santo António

Mapa do município de Vila Real de Santo António

## Distrito da Guarda
- Trancoso: a freguesia de Guilheiro está territorialmente separada do restante concelho e do distrito da Guarda pela freguesia de Arnas, do município de Sernancelhe, distrito de Viseu.

Mapa do município de Trancoso

## Distrito de Setúbal
- Montijo: a freguesia da Canha e a União das Freguesias de Pegões estão territorialmente separadas do restante concelho pelos municípios de Palmela e Alcochete.

Mapa do município do Montijo

## Distrito de Viseu
- Oliveira de Frades: a freguesia de Arca e Varzielas está territorialmente separada do restante concelho pela freguesia de Campia, do município de Vouzela.Mapa do município de Oliveira de Frades

Mapa do município de Oliveira de Frades